# Old Flying Machine Company
 (avril 2020).
Si vous disposez d'ouvrages ou d'articles de référence ou si vous connaissez des sites web de qualité traitant du thème abordé ici, merci de compléter l'article en donnant les références utiles à sa vérifiabilité et en les liant à la section « Notes et références ».

The Old Flying Machine Company (OFMC) est une organisation britannique destinée à la préservation du patrimoine aéronautique. Elle est localisée à Duxford, au Royaume-Uni.

## Histoire
L'OFMC a été créée en 1981 par Ray Hanna et son fils Mark dans l'intention de préserver et maintenir en état de vol et dans un état aussi proche que possible de l'état d'origine une collection de warbirds représentatifs de la seconde guerre mondiale.
Aujourd'hui, l'OFMC est devenue l'une des collections de warbirds les plus célèbres au monde, spécialisée dans les avions à piston de la Seconde Guerre mondiale.

## Activités
En plus des meetings aériens, l'OFMC participe à de nombreux tournages de films. La majorité des productions européennes tournées à partir de 1987 et faisant appel à des warbirds ont eu recours à l'OFMC.

## Collection
La collection de l'OFMC comprend notamment les appareils suivants: Spitfire IX, North American P-51 Mustang, FG-1D Corsair, Yak 3, P-40-E Kittyhawk, Lavotchkine La-9 et T-6 Harvard.